# Charles Van den Borren
Charles Van den Borren, né à Ixelles le 17 novembre 1874 et mort à Uccle le 14 janvier 1966, est un musicologue, spécialiste de la musique baroque et professeur de musique belge.

## Biographie
Charles Van den Borren fut l'élève d'Arnold Dolmetsch. Il travailla notamment avec Ernest Closson (1870-1950). Il fut bibliothécaire du Conservatoire royal de musique de Bruxelles. Il enseigna à l'université libre de Bruxelles ainsi qu'à l'université de Liège. Un de ses anciens élèves, Robert Wangermée, lui succédera au poste de Maître de conférence. Baroqueux et spécialiste de la musique baroque. En 1946, il devint président de la Société belge de musicologie.
Charles Van den Borren a été marié à Madeleine Rolin (1879-1966). Leur fille, Marianne, a épousé le musicologue américain et chef d'orchestre basé à Bruxelles Safford Cape. Il a fondé, avec son gendre, Safford Cape, l'ensemble Pro musica antiqua.

## Décorations

### Belgique
- Grand officier de l'ordre de Léopold
- Grand officier de l'ordre de la Couronne

### Autres pays
- Chevalier de la Légion d'honneur
- Commandeur de l'ordre du Mérite de la République italienne‎
- Commandeur de l'ordre d'Orange-Nassau
- Croix d'argent avec étoile de la République autrichienne